# Trichorhina tropicalis
Trichorhina tropicalis är en kräftdjursart som beskrevs av Lewis 1998A. Trichorhina tropicalis ingår i släktet Trichorhina och familjen myrbogråsuggor. Inga underarter finns listade i Catalogue of Life.